# Dicta Boelcke
De Dicta Boelcke is een set van tactieken voor luchtgevechten. Zoals de naam al aangeeft zijn ze bedacht door de eerste Duitse vliegende aas, Oswald Boelcke.

## De Dicta
De Dicta Boelcke bestaat uit de volgende acht regels:
1. Probeer een voordeel te krijgen alvorens aan te vallen, val indien mogelijk aan met de zon in de rug.
2. Maak een begonnen aanval altijd af.
3. Schiet alleen vanaf korte afstand en wanneer de tegenstander goed in het vizier is.
4. Houd de tegenstander altijd in zicht en trap niet in afleidingsmanoeuvres.
5. Benader de tegenstander altijd van achteren bij het aanvallen.
6. Wanneer de tegenstander op je afvliegt, probeer hem dan niet te ontwijken maar vlieg hem tegemoet.
7. Onthoud altijd welke richting veilig is om naar terug te trekken wanneer je over vijandig gebied vliegt.
8. Voor het eskader: Val aan in groepen van vier of zes. Probeer te voorkomen dat meer man dezelfde tegenstander aanvallen wanneer het gevecht zich ontwikkelt tot individuele luchtgevechten.

## Bron
1. ↑  (en)  English, Dave. 2003. "The Air Up There", p. 62. ISBN 0071410368.